# Dorival Braga
Dorival Braga (São Paulo, 10 de fevereiro de 1935, Porto Ferreira, 18 de maio de 2024) foi um dentista e político brasileiro, tendo sido prefeito de Porto Ferreira e Vereador da mesma cidade, além de deputado estadual de São Paulo por 10 anos.

## Biografia
Odontólogo formado pela UNESP de Araraquara, Dorival Braga foi jogador profissional de vôlei. Iniciou sua trajetória política em 1972, quando foi eleito prefeito de Porto Ferreira.
Nas eleições estaduais de 1990 foi candidato a deputado estadual pelo PSDB, tendo sido suplente e assumido o cargo em abril de 1992. Nas Eleições de 1994, foi eleito deputado estadual com 31.721 votos. Já nas Eleições de 1998, foi reeleito como o deputado estadual mais votado de Porto Ferreira até hoje, com 16.647 na cidade e 41.650 votos no estado. Nas Eleições de 2002, disputada pelo PTB, obteve 14.684 votos na cidade e 50.757 votos no estado, número insuficiente para a reeleição.
Nas eleições de 2008, foi candidato pela quarta vez a prefeito de Porto Ferreira, pelo PSDB, tendo como vice o sobrinho Gustavo Braga, onde obteve 12.478 votos e foi derrotado por Maurício Spoton Rasi (PT), que obteve 17.287 votos. No ano de 2012, foi eleito vereador da cidade, onde recebeu 1.891 votos, o maior número do pleito.
Em 22 de junho de 2015, teve o mandato de vereador cassado. A condenação teve por base a atuação de Braga à frente da Agência Municipal de Desenvolvimento de Leme (Adel), entre 2005 e 2006, na gestão de Geraldo Macarenko. Para a Justiça, o órgão não exerceu atividades que justificassem sua existência e seus gastos, caracterizando improbidade administrativa.
Como a principal figura política de Porto Ferreira, Dorival saiu candidato a prefeito de Porto Ferreira em 1992, e foi derrotado por Carlos Alberto Teixeira (PFL). No mesmo pleito lançou a candidatura do filho André Luís Anchão Braga, sendo eleito vereador e eleito prefeito no próximo pleito, em 1996, sendo este reeleito em 2000 e cassado em 11 de maio de 2004. Ainda em 2004, Dorival apadrinhou a campanha de seu sobrinho Gustavo Braga, que perdeu a eleição para Maurício Sponton Rasi (PT). Em 2012, lançou o nome da filha Renata Anchão Braga, que venceu as eleições e se tornou a primeira prefeita da cidade. Em 2016 Renata foi candidata a reeleição, novamente com o apoio do pai, mas foi derrotada por Rômulo Rippa (PSD) e obteve 7.322 votos.

## Desempenho em eleições
| Ano  | Eleição                     | Coligação                                    | Partido | Candidato a       | Votos        | Votos em Porto Ferreira | Resultado  |
| ---- | --------------------------- | -------------------------------------------- | ------- | ----------------- | ------------ | ----------------------- | ---------- |
| 1982 | Municipal de Porto Ferreira | PMDB                                         | PMDB    | Prefeito          | —            | 5.624 (1º)              | Eleito     |
| 1990 | Estadual de São Paulo       | PSDB                                         | PSDB    | Deputado Estadual | —            | 10.397 (1º)             | Suplente   |
| 1992 | Municipal de Porto Ferreira | PSDB                                         | PSDB    | Prefeito          | —            | 9.315 (2º)              | Não Eleito |
| 1994 | Estadual de São Paulo       | PSDB                                         | PSDB    | Deputado Estadual | 31.721 (57º) | 15.148 (1º)             | Eleito     |
| 1998 | Estadual de São Paulo       | PTB, PSD, PSDB                               | PSDB    | Deputado Estadual | 41.650 (67º) | 16.647 (1º)             | Eleito     |
| 2002 | Estadual de São Paulo       | PTB                                          | PTB     | Deputado Estadual | 50.757 (94º) | 14.684 (1º)             | Suplente   |
| 2008 | Municipal de Porto Ferreira | PRB, PT], PSL, PTN, PSC, PMN, PTC, PRP, PSDB | PSDB    | Prefeito          | —            | 12.478 (2º)             | Não Eleito |
| 2012 | Municipal de Porto Ferreira | PTN, PRTB, PSB, PSDB                         | PSB     | Vereador          | —            | 1.891 (1º)              | Eleito     |